# Andruszówka (obwód tarnopolski)
Andruszówka (ukr. Андрушівка) – wieś na Ukrainie  w obwodzie tarnopolskim, w rejonie krzemienieckim.